# Ihor Kałyneć
Ihor Myronowycz Kałyneć, ukr. І́гор Миро́нович Калине́ць (ur. 9 lipca 1939 w Chodorowie, zm. 28 czerwca 2025 we Lwowie) – ukraiński poeta i prozaik, jeden z głównych przedstawicieli Szistdesiatnyków – ukraińskiego ruchu dysydenckiego z II połowy lat 60., radziecki więzień polityczny.

## Życiorys
Ojciec przyszłego poety był agronomem. Rodzice wychowali go w poszanowaniu do ukraińskich tradycji narodowych. Jeszcze jako dziecko Kałyneć zetknął się z zakazanymi przez radziecką cenzurę dziełami ukraińskiej literatury, był również świadkiem masowych deportacji Ukraińców, organizowanych przez władze komunistyczne.
W 1961 roku ukończył studia na Uniwersytecie Lwowskim. Działalność pisarską rozpoczął w latach 50., natomiast pierwszy tomik jego wierszy ukazał się w 1966 roku. Kałyneć przyjaźnił się z innymi znanymi ukraińskimi twórcami należącymi do tak zwanej grupy szistdesiatnykiw – Iwanem Draczem oraz Iwanem Dziubą.
Traktowany przez władze radzieckie jako „ukraiński burżuazyjny nacjonalista”, Ihor Kałyneć protestował przeciwko polityce rusyfikacji. Poeta nie tylko niezłomnie odmawiał podjęcia współpracy z KGB, lecz wręcz nasilał swój demonstracyjny stosunek do władzy radzieckiej. W marcu 1971 roku, podczas XXIV Zjazdu Komunistycznej Partii Ukrainy twórczość Kałyncia została potępiona, tym bardziej, iż poeta zezwalał na publikację swych utworów poza granicami ZSRR. Oskarżony został on wówczas o to, iż w swoich utworach w zawoalowany sposób wzywa do walki przeciwko władzy radzieckiej, nawołuje do odrodzenia Cerkwi greckokatolickiej, potajemnie prezentuje pogląd, iż naród ukraiński jest gnębiony przez rząd radziecki oraz prezentuje ideologię nacjonalistyczną, jak również wyraża nostalgię za przeszłością oraz niepodległym państwem.
11 sierpnia 1972 roku został aresztowany, a 15 listopada 1972 skazany za działalność antyradziecką na 6 lat obozu pracy i trzy lata zesłania. Karę odbywał w obozach w pobliżu miasta Perm. Podczas pobytu w więzieniu brał udział w ruchu oporu. Był zaangażowany m.in. w strajki głodowe, sporządzanie odwołań kierowanych do różnych instancji władzy, stał się kronikarzem życia obozowego.
W styczniu 1972 roku aresztowana została również żona poety Iryna Kałyneć, wykładowczyni języka ukraińskiego na Politechnice Lwowskiej i działaczka na rzecz odrodzenia Kościoła unickiego na Ukrainie. Podobnie jak sam poeta spędziła ona sześć lat w obozach pracy przymusowej.

## Twórczość
Ihor Kałyneć był autorem siedemnastu tomików poezji, napisanych w okresie pomiędzy latami 60. a rokiem 1981. Twórczość poetyczną Kałyncia zwykło się, za radą samego autora, dzielić chronologicznie na dwie główne części: dziewięć książek napisanych przed aresztowaniem w 1972 roku (w oficjalnym obiegu wydano spośród nich jedynie pierwszą – Wohoń Kupała, pozostałe zaś ukazały się w samizdacie) i osiem dzieł powstałych w okresie uwięzienia oraz wysiedlenia (funkcjonujących do 1991 roku tylko jako samizdat). Bazując na tym podziale w roku 1991 wydano dwa tomy poezji Kałyncia – Probudżena muza (Warszawa 1991) oraz Newolnycza muza (Baltimore – Toronto 1991). Również w samej Ukrainie wydano w 1991 roku antologię jego poezji Trynadciat’ anałohij.
Twórczość Kałyncia miała znaczny wpływ na wielu ukraińskich poetów późniejszych pokoleń. Po powrocie z więzienia oraz wysiedlenia w 1981 roku Kałyneć, jak sam się wyraził, całkowicie milknie jako poeta, stając się impresario dawnego Ihora Kałyncia. Od tego czasu przygotowuje jedynie kolejne wydania swych tomików i publikuje bajki dla dzieci, wśród nich Durni kazky (1998) czy Nebyłyci pro kotyka i kyciu, ilustratorką których była Wiktorija Kowalczuk (2005). W 1994 roku pismo „Suczasnist´” opublikowało jego powieść Molimos’ zoriam dalnim, napisaną jeszcze w roku 1972 podczas pobytu we lwowskim areszcie śledczym.
Jeden z głównych badaczy twórczości poety – Danyło Husar Struk, wyodrębnił w przedmowie do tomiku Newolnycza muza trzy główne nurty w poezji Kałyncia: hołd dany kulturze, pragnienia miłosno-erotyczne oraz protest społeczny. Charakterystycznymi cechami dzieł Kałyncia, zauważalnymi w ciągu całego jego rozwoju jako twórcy, są wysoka kultura poetycznej refleksji i poetyckiego języka, uwielbienie stylizacji tekstowych oraz nadzwyczajna pomysłowość formalna. O wielkiej wartości utworów Kałyncia decydują również takie rysy jego poezji, jak erudycja, ironiczność, szlachetność w korzystaniu z obrazów słownych. Głównymi źródłami inspiracji były dla Kałyncia dzieła okresu ukraińskiego baroku oraz twórczość Bohdana Antonycza. Metoda twórcza poety polegała na tworzeniu nie pojedynczych, oderwanych od siebie utworów, lecz całych cyklów, które z kolei przeradzały się w oddzielne książki.

## Dzieła
- Wohoń Kupała (Kijów 1971)
- Probudżena muza (Warszawa 1991)
- Newolnycza muza (Baltimore-Toronto 1991)
- Trynadciat’ anałohij (Kijów 1991)

## Nagrody i odznaczenia
- Order Wolności – przyznany za odwagę cywilną w obronie ideałów wolności i sprawiedliwości oraz za owocną działalność literacką[3]
- Order Księcia Jarosława Mądrego V Klasy (17 marca 2008) – za znaczny osobisty wkład w rozwój kultury narodowej, doniosłe osiągnięcia twórcze i wysoki profesjonalizm oraz z okazji Wszechukraińskiego Dnia Pracowników Kultury i Miłośników Sztuki Ludowej[4]
- Państwowa Nagroda im. Tarasa Szewczenki (1992) – za antologię poezji Trynadciat’ anałohij
- Nagroda Literacka im. Iwana Franki (1977)
- Nagroda im. Wasyla Stusa (1992)
- Doktor honoris causa Uniwersytetu Lwowskiego
- Honorowe Obywatelstwo Miasta Lwowa (2005)